# سيميشليا
مدينة سيميشليا Cimişlia هي مدينة في مولدوفا تقع على نهر كوجالنيك. بلغ تعداد سكانها 12.800 عام 2006. وهي قلب مقاطعة سيميشليا.